# Armageddon 2000
Armageddon 2000 was een professioneel worstel-pay-per-viewevenement dat geproduceerd werd door World Wrestling Federation (WWF). Dit evenement was de tweede editie van Armageddon en vond plaats in het Birmingham-Jefferson Civic Center in Birmingham (Alabama) op 10 december 2000.
De hoofd wedstrijd was een Six-Pack Hell in a Cell match tussen de kampioen Kurt Angle, The Rock, Stone Cold Steve Austin, Triple H, The Undertaker en Rikishi voor het WWF Championship. Kurt Angle won de match en prolongeerde zijn titel.

## Matchen
| Nr.                                                                          | Match | Winnaar(s)            |
| ---------------------------------------------------------------------------- | --- | --------------------- |
| 1                                                                            | William Regal (c) vs. Hardcore Holly in een één-op-één match voor het WWF European Championship                                                                   | William Regal         |
| 2                                                                            | Chyna vs. Val Venis in een één-op-één match | Val Venis             |
| 3                                                                            | Kane vs. Chris Jericho in een Last Man Standing match | Chris Jericho         |
| 4                                                                            | Edge en Christian (c) vs. The Dudleys vs. Bull Buchanan & The Goodfather vs. Road Dogg & K-Kwik in een tag team match voor het World Tag Team Championship        | Edge en Christian (c) |
| 5                                                                            | Billy Gunn (c) vs. Chris Benoit in een één-op-één match voor het WWF Intercontinental Championship                                                                | Chris Benoit (nc)     |
| 6                                                                            | Ivory (c) vs. Molly Holly vs. Trish Stratus in een Triple Threat match voor het WWF Women's Championship                                                          | Ivory (c)             |
| 7                                                                            | Kurt Angle (c) vs. The Rock vs. Stone Cold Steve Austin vs. Triple H vs. The Undertaker vs. Rikishi in een Six-Pack Hell in a Cell match voor de WWF Championship | Kurt Angle (c)        |
| (c) huidige kampioen voor en na de match \| (nc) nieuwe kampioen na de match | |                       |